# Bulia similaris
Bulia similaris là một loài bướm đêm thuộc họ Erebidae. Loài này có ở miền nam California phía nam đến Baja California, phía đông đến miền nam Arizona, tây bắc Sonora, miền tây Texas và Đông México.
Sải cánh dài khoảng 32 mm.